# České rekordy v atletice – ženy
Seznam rekordů českých atletek podle atletických disciplín. V tabulce jsou zahrnuty i rekordy z doby Československa.
| Disciplína                 | Atlet                                                                          | Výkon      | Datum rekordu | Místo rekordu               |
| -------------------------- | ------------------------------------------------------------------------------ | ---------- | ------------- | --------------------------- |
| Běh na 100 metrů           | Jarmila Kratochvílová                                                          | 11,09 s    | 6. 6. 1981    | Bratislava                  |
| Běh na 200 metrů           | Jarmila Kratochvílová                                                          | 21,97 s    | 6. 6. 1981    | Bratislava                  |
| Běh na 400 metrů           | Jarmila Kratochvílová                                                          | 47,99 s    | 10. 8. 1983   | Helsinky                    |
| Běh na 800 metrů           | Jarmila Kratochvílová                                                          | 1:53,28    | 26. 7. 1983   | Mnichov – světový rekord    |
| Běh na 1000 metrů          | Ludmila Formanová                                                              | 2:35,06    | 17. 7. 1999   | Nice                        |
| Běh na 1500 metrů          | Kristiina Sasínek Mäki                                                         | 4:01,23    | 4. 8. 2021    | Tokyo                       |
| Běh na 1 míli              | Simona Vrzalová                                                                | 4:21,54    | 22. 7. 2018   | Londýn                      |
| Běh na 2000 metrů          | Kristiina Sasínek Mäki                                                         | 5:42,71    | 17. 6. 2014   | Ostrava                     |
| Běh na 3000 metrů          | Kristiina Sasínek Mäki                                                         | 8:51,69    | 21. 6. 2014   | Braunschweig                |
| Běh na 5000 metrů          | Kristiina Sasínek Mäki                                                         | 15:31,15   | 24. 6. 2016   | Sligo                       |
| Běh na 10 000 metrů        | Alena Peterková                                                                | 32:27,68   | 15. 7. 2000   | Plzeň                       |
| Běh na 20 000 metrů        | Ivana Sekyrová                                                                 | 1:15:50,92 | 22. 11. 2009  | Plzeň                       |
| Půlmaraton                 | Moira Stewartová                                                               | 1:08:44    | 27. 10. 2024  | Valencie                    |
| Maratonský běh             | Moira Stewartová                                                               | 2:23:44    | 1. 12. 2024   | Valencie – nejmladší rekord |
| 100 m překážek             | Lucie Škrobáková                                                               | 12,73 s    | 5. 7. 2009    | Kladno                      |
| Běh na 400 metrů překážek  | Zuzana Hejnová                                                                 | 52,83 s    | 15. 8. 2013   | Moskva                      |
| Běh na 3000 metrů překážek | Marcela Lustigová                                                              | 9:41,73    | 13. 6. 2011   | Praha                       |
| Skok do výšky              | Zuzana Hlavoňová                                                               | 200 cm     | 5. 6. 2000    | Praha                       |
| Skok o tyči                | Amálie Švábíková                                                               | 480 cm     | 7. 8. 2024    | Paříž                       |
| Skok daleký                | Jarmila Strejčková                                                             | 689 cm     | 18. 9. 1982   | Praha                       |
| Trojskok                   | Šárka Kašpárková                                                               | 15,20 m    | 4. 8. 1997    | Atény                       |
| Vrh koulí                  | Helena Fibingerová                                                             | 22,32 m    | 20. 8. 1977   | Nitra – nejstarší rekord    |
| Hod diskem                 | Zdeňka Šilhavá                                                                 | 74,56 m    | 26. 8. 1984   | Nitra                       |
| Hod kladivem               | Kateřina Šafránková                                                            | 72,47 m    | 12. 6. 2016   | Kolín                       |
| Hod oštěpem                | Barbora Špotáková                                                              | 72,28 m    | 13. 9. 2008   | Stuttgart – světový rekord  |
| Sedmiboj                   | Eliška Klučinová                                                               | 6460 bodů  | 15. 6. 2014   | Kladno                      |
| Chůze na 10 km             | Kamila Holpuchová                                                              | 44:20      | 23. 5.1993    | Praha                       |
| Chůze na 20 km             | Anežka Drahotová                                                               | 1:26:53    | 17. 5. 2015   | Murcia                      |
| Běh na 4 × 100 metrů       | Štěpánka Sokolová Radislava Šoborová Taťána Kocembová Jarmila Kratochvílová    | 42,98 s    | 18. 8. 1982   | Curych                      |
| Běh na 4 × 400 metrů       | Taťána Kocembová Milena Matějkovičová Zuzana Moravčíková Jarmila Kratochvílová | 3:20,32    | 14. 8. 1983   | Helsinky                    |

- Sedmiboj – Eliška Klučinová – 6460 bodů (15. 6. 2014, Kladno) 
  - 100 m př.: 13,81 s
  - výška: 190 cm
  - koule: 14,10 m
  - 200 m: 24,67 s
  - dálka: 643 cm
  - oštěp: 45,53 m
  - 800 m: 2:16,47